# Інтеркомбінаційна конверсія

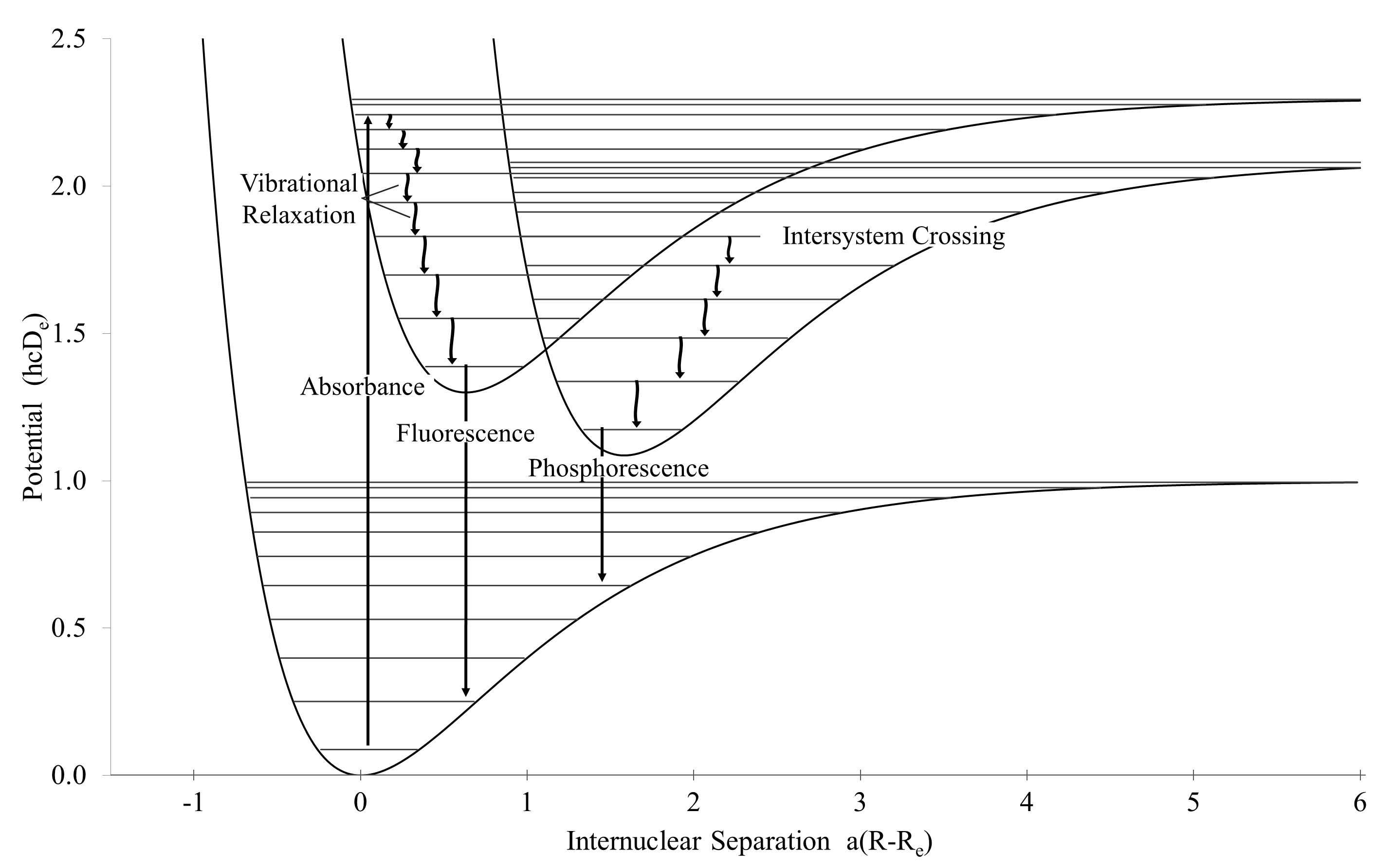
Схема релаксації збудження в молекулі з виникненням як флюоресценції так і форсфорисценції

Інтеркомбінаці́йна конве́рсія або міжсистемна конверсія — процес безвипромінювального переходу між електронними станами різної мультиплетності в молекулах. Фотофізичний процес.
S →Tn, T →S
Веде до утворення вібраційно збуджених молекулярних частинок на нижчому електронному рівні, що потім дезактивуються до основного стану.
Такий перехід супроводжується зміною значення спіну електрона, що можливо завдяки спін-орбітальній взаємодії. Оскільки спін-орбітальна взаємодія — релятивістський ефект, міжсистемна конверсія має більшу ймовірність у молекулах із атомами важких хімічних елементів.
При переході з синглетного стану в триплетний радіаційний час життя збудження збільшується, що призводить до фосфоресценції.

## Виноски
1. ↑  Nic, M.; Jirat, J.; Kosata, B., ред. (2006–). intersystem crossing. IUPAC Compendium of Chemical Terminology (вид. Online). doi:10.1351/goldbook.I03123. ISBN 0-9678550-9-8.